# Жирарден, Жан
Жан Жирарден (фр. Jean Girardin; 16 ноября 1803, Париж, — 29 мая 1884, Руан) — французский химик, известный также трудами в области агрохимии.

## Биография
После окончания Коллеж де Франс он работал в фармацевтической лаборатории в Париже, а с 1825 года — в лаборатории Тенара. В 1828 году получил место преподавателя химии в Руане. В 1838 году он был назначен профессором сельскохозяйственной химии в сельскохозяйственной школе. В 1848 году он начал читать лекции об удобрениях и оказал большое влияние на развитие агрокультуры в Нормандии. В 1858 году он был приглашен в Лилль, а затем в университет академии Клермон-Ферран в качестве ректора.
Автор сочинений: Cours élémentaire d’agriculture (в сотрудничестве с Альфонсом дю Брёлем, 2 тт., 1847; переведено на немецкий язык Гаммом — Grundzüge der Landwirthschaft, 1850; а последнее на русский: в «Общепонятном руководстве к практическому сельскому хозяйству» П. Преображенского, 1855—1857; 1-я часть Я. Калиновским — «Сельское хозяйство» Жирардена и дю Брёля, обработанное Гаммом; — «Земледелие», 1860); Des fumiers et autres engrais animaux (7-е изд. 1876;. перев. с 6-го изд. Лентовского, под ред. А. Советова: «Навозы и прочие животные удобрения» (1871); Chemie générale et appliquée, Leçons de Chemie appliquée aux arts industriels и другое.